# Concetto Pettinato
Concetto Pettinato (Catania, 3 gennaio 1886 – Este, 12 gennaio 1975) è stato un giornalista e saggista italiano.

## Biografia

### Dalla nascita al 1920
Nasce da Carmelo e Maria Biraghi nella città di Catania. Si trasferisce per motivi di studio a Roma, rientrando nella città natale per conseguire la laurea in giurisprudenza. Avvicinatosi al giornalismo, collabora per il quotidiano La Perseveranza di Milano e per il Giornale di Sicilia di Palermo, per poi intraprendere nel 1910 un viaggio per l'Europa, che lo porta a vivere in Russia, in Francia, Polonia e in Turchia.
Come corrispondente volontario, invia da queste località degli articoli ad Alfredo Frassati, direttore e proprietario de La Stampa di Torino. Diventato inviato del quotidiano piemontese, si trasferisce nel 1914 a Parigi, e poi in Polonia. Nell'ottobre del 1915 partecipa alla prima guerra mondiale, come sottotenente al Comando supremo dell'Esercito, addetto dell'ufficio informazioni.
Nel 1918 viene reintegrato nel quotidiano di Torino, e inviato in Ungheria, ai tempi della rivoluzione di Béla Kun.

### L'adesione al fascismo
Nel 1920 è a Berlino come inviato speciale, per poi rientrare a Parigi, e poi ancora in Germania, nel 1926.
In quell'anno aderisce al Sindacato fascista dei giornalisti. Nel 1930 è a Madrid, per seguire per conto de La Stampa i primi fermenti che daranno il via, dopo pochi anni, alla guerra civile spagnola. Nel decennio dell'ascesa dei movimenti fascista e nazista, il giornalista sarà tra i firmatari delle leggi razziali fasciste. Nel 1941 è chiamato a collaborare con l'EIAR.

### Nella RSI
Dopo la caduta di Benito Mussolini il 25 luglio 1943, l'armistizio e la nascita della Repubblica Sociale Italiana, Pettinato viene nominato nel dicembre 1943 da Mussolini direttore de La Stampa. Il 21 giugno 1944 pubblica sul quotidiano torinese il famoso articolo di fondo: Se ci sei, batti un colpo, in cui chiamava in causa direttamente Mussolini per denunciare la cattiva piega che avevano preso gli eventi: le ultime azioni militari avevano ottenuto un esito sfortunato e l'Italia della RSI sembrava ormai "sequestrata" dai tedeschi, che avevano in mano tutte le leve del comando. Il 20 febbraio 1945 scrive un ulteriore fondo, intitolato L'assente, nel quale l'Italia viene definita "assente" per il suo ruolo sempre più modesto nelle vicende del mondo. Questa volta il regime non tollera la critica: in marzo Pettinato viene sollevato dall'incarico e deferito alla commissione disciplina del Partito Fascista Repubblicano.

### Il dopoguerra
Dopo la liberazione, Pettinato si nasconde a Milano, ma viene arrestato il 26 giugno 1946 e processato a Torino. Condannato a 14 anni di carcere per collaborazionismo, viene liberato in seguito all'amnistia emanata quello stesso anno, detta Amnistia Togliatti. Nel giugno del 1947 si iscrive al Movimento Sociale Italiano, diventando membro del Comitato centrale e promotore di diverse iniziative promozionali. Con Giorgio Pini ed Ernesto Massi sarà proprio uno degli esponenti di spicco dell'ala sinistra e rivoluzionaria dello stesso Movimento Sociale Italiano. Nel 1948 si candida alle politiche ma non è eletto.
Il 30 ottobre 1950 viene condannato a quattro mesi di reclusione per apologia del fascismo dal pretore di Siracusa, poi assolto dallo stesso tribunale nel 1951. Nel 1952 Concetto Pettinato si dimette dal MSI a seguito del mutamento di linea politica promosso dalla segreteria del partito, mutamento che Pettinato considera "una deriva reazionaria, conservatrice e filoatlantica". Partecipa con Giorgio Pini alla fondazione di un nuovo movimento politico denominato Raggruppamento Sociale Repubblicano basato sulla scia ideologica social-nazionale del Manifesto di Verona, collaborando con il quindicinale di partito La Prima Fiamma. Nel 1957 partecipa alla fondazione del Partito Nazionale del Lavoro, sempre insieme a Pini e all'ex vicesegretario missino Ernesto Massi.
Dal 1957 diventa collaboratore fisso per la terza pagina de Il Tempo. Muore ad Este il 12 gennaio 1975.

## Testimonianza di Montanelli
Viene così ricordato da Indro Montanelli sulla rubrica Opinioni - La Stanza di Montanelli del Corriere della Sera, il 5 settembre 1996, a seguito del richiamo di un lettore che cita il celebre articolo di Pettinato Se ci sei, batti un colpo!:

## Opere
- Il delfino di Kavak, Firenze, Bemporad, 1921
- A Parigi con i francesi, 1930
- Il senso della Spagna, Alpes, Milano, 1930
- Dialoghi moderni, Treves, Milano, 1932
- Gli intellettuali e la guerra, Ginevra, 1942 (Edizione di cento esemplari fuori commercio)
- Gli intellettuali e la guerra, La Stampa, Torino, 1944 (ristampa della edizione ginevrina fuori commercio)[8],
- Gli intellettuali e la guerra, Settimo Sigillo, Roma, 1997
- Questi Inglesi, Milano, Bertieri Editore, 1944
- Purgatorio, Roma, L'Arnia, 1949
- La lezione del medio evo, Milano I.S.L.I. 1940, Cappelli Bologna 1951 (2ª ed.)
- Rosso di sera, Milano, Ceschina, 1959
- Scritto sull'acqua, Milano, Ceschina, 1963
- Tutto da rifare, Milano, Ceschina, 1966
- Bandiera a mezz'asta, Giovanni Volpe editore, Roma, 1970
- Francesi e tedeschi, Giovanni Volpe Editore, 1972
- Se ci sei, batti un colpo... 100 articoli de «La Stampa» per la storia della RSI, Lo Scarabeo, Bologna.